# El carrer 42
El carrer 42 (títol original en anglès 42nd street) és una pel·lícula estatunidenca dirigida per Lloyd Bacon i Busby Berkeley (els números musicals) i estrenada l'any 1933. Està doblada al català.

## Argument
Julian Marsh (Warner Baxter), un reeixit productor de Broadway, produeix un nou espectacle tot i la seva delicada salut. Els diners els posa un home ric, enamorat de l'actriu principal del xou, Dorothy Brock (Bebe Daniels), la qual no li correspon. La nit abans de l'estrena, Dorothy es lesiona, havent de ser substituïda per una noia del cor.

## Comentaris
El carrer 42 va ser el primer film de Ruby Keeler, i la primera vegada que el coreògraf Busby Berkeley i els compositors musicals Harry Warren i Al Dubin treballaven per la Warner Bros. El director Lloyd Bacon no era la primera opció, però va ser escollit per reemplaçar el director Mervyn LeRoy que estava malament de salut. En aquest temps, Leroy mantenia una relació amorosa amb l'actriu Ginger Rogers i va suggerir que ella rebés el paper de Ann.
La producció va començar el 5 d'octubre de 1932, i el rodatge va durar 28 dies als estudis de la Warner Bros a Burbank, Califòrnia. La pel·lícula es va estrenar al teatre Strand, ubicat a Nova York, el 9 de març de 1933 i es va convertir en un dels més rendibles d'aquell any.

## Repartiment
- Warner Baxter: Julian Marsh
- Bebe Daniels: Dorothy Brocks
- George Brent: Pat Denning
- Una Merkel: Lorraine Fleming
- Ruby Keeler: Peggy Sawyer
- Ginger Rogers: Ann Lowell
- Dick Powell: Billy Lawler
- Guy Kibbee: Abner Dillon